# AMC Javelin
AMC Javelin – samochód sportowy typu pony car klasy średniej produkowany pod amerykańską marką AMC w latach 1967 – 1974.

## Pierwsza generacja

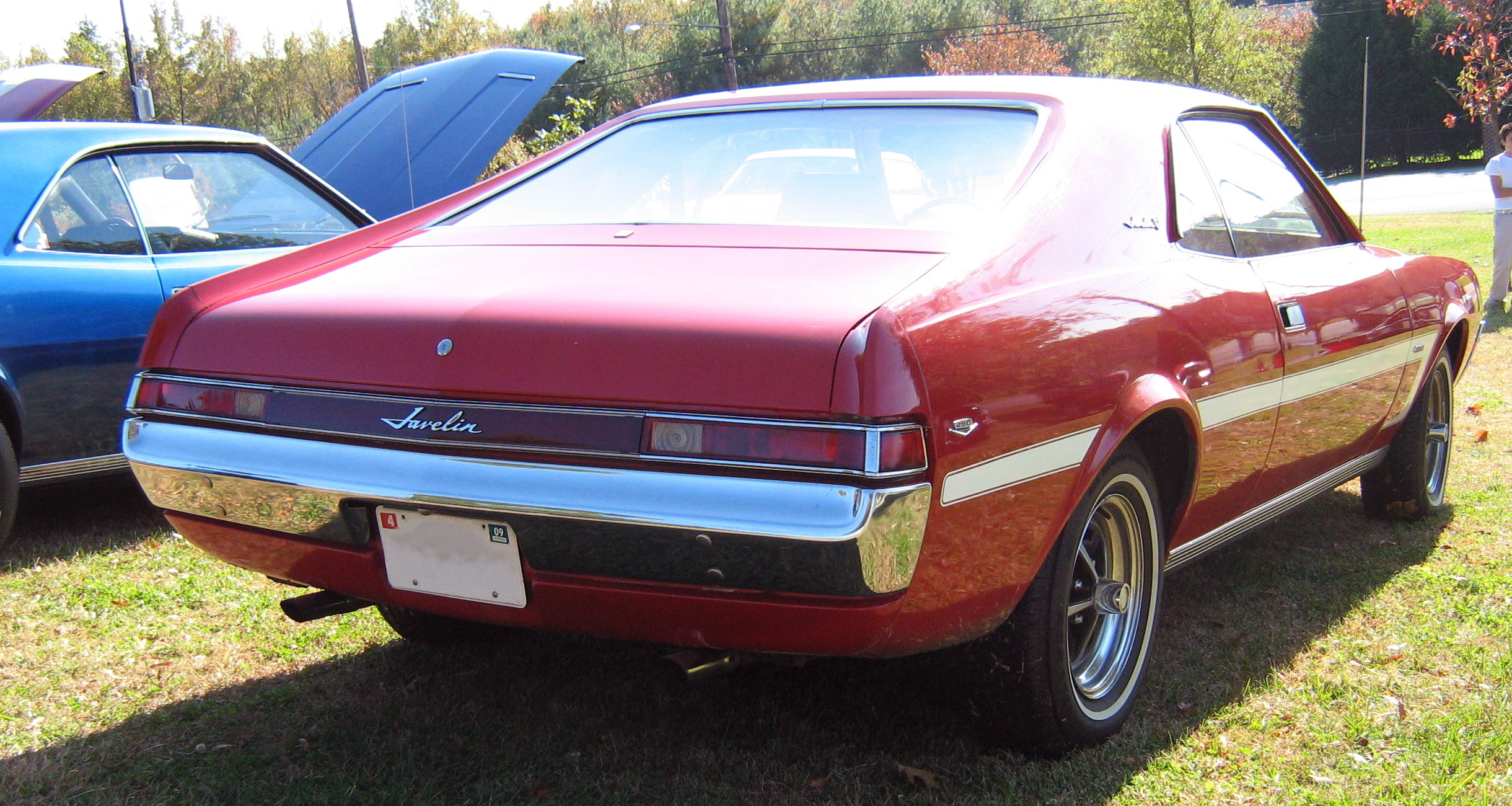
AMC Javelin I - tył

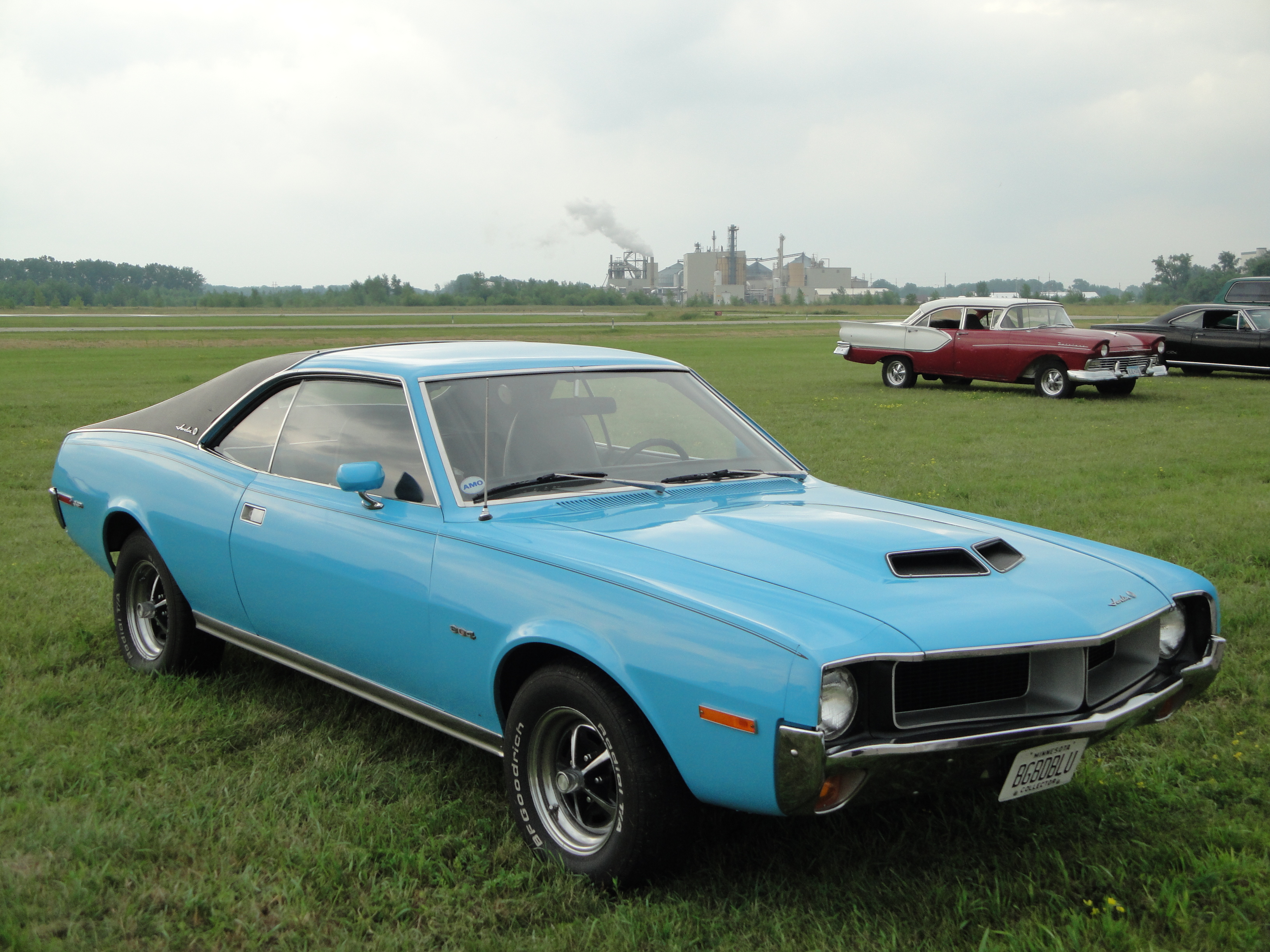
AMC Javelin I po liftingu

AMC Javelin I został zaprezentowany po raz pierwszy w 1967 roku.
Model Javelin opracowany został jako średniej wielkości pony car, który zastąpił model Marlin. Pojazd był odpowiedzią koncernu American Motors na podobnej wielkości konkurencyjne konstrukcje koncernu Chrysler, Ford czy General Motors.

### Lifting
Późnym latem 1969 roku AMC zaprezentował Javelina pierwszej generacji po obszernej modernizacji. Pojawił się zmodyfikowany pas przedni, a także odmieniona tylna część nadwozia z dużym spojlerem.

### Silniki
- L6 3.8l
- L6 4.2l
- V8 4.8l
- V8 5.6l
- V8 6.4l

## Druga generacja

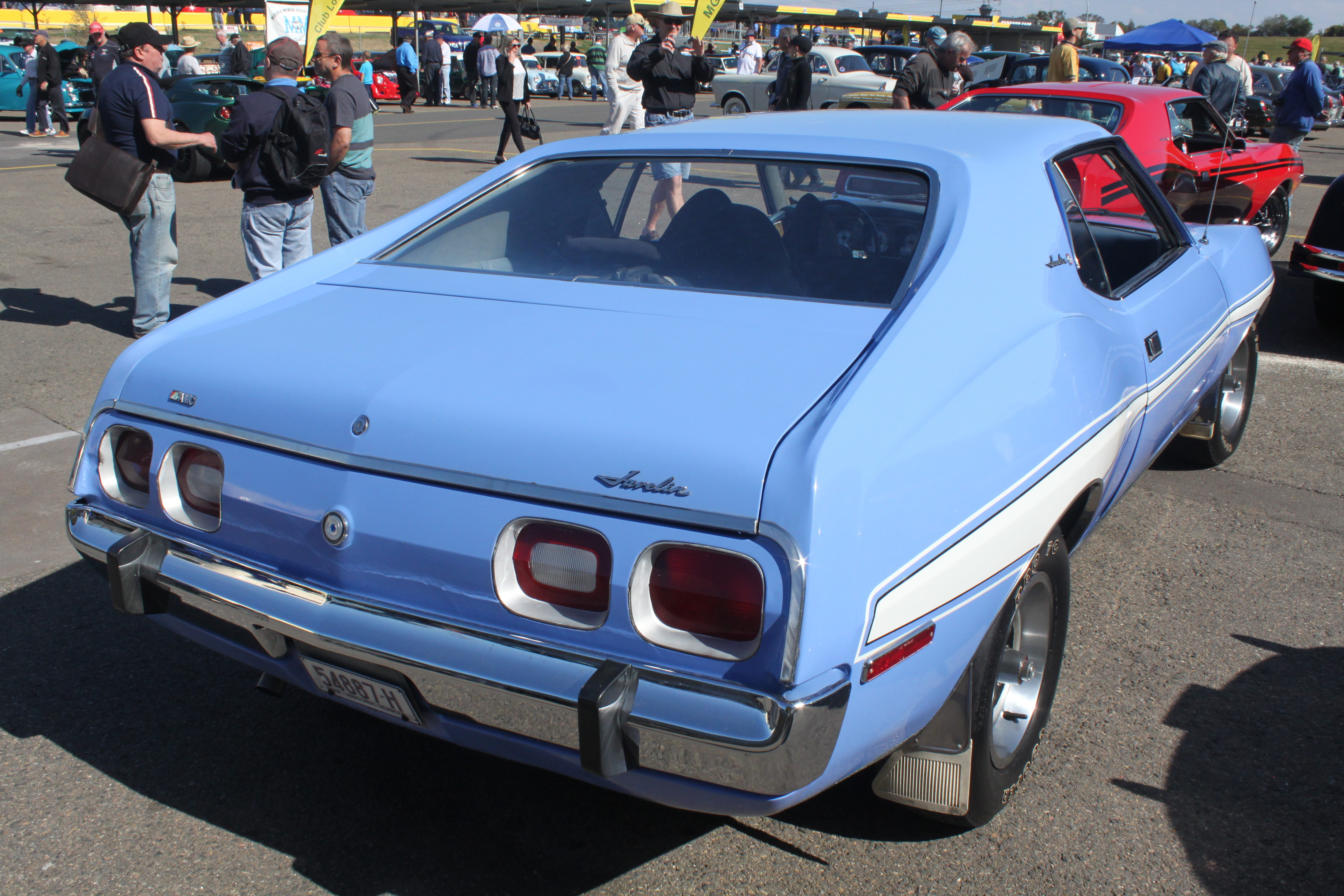
AMC Javelin II - tył

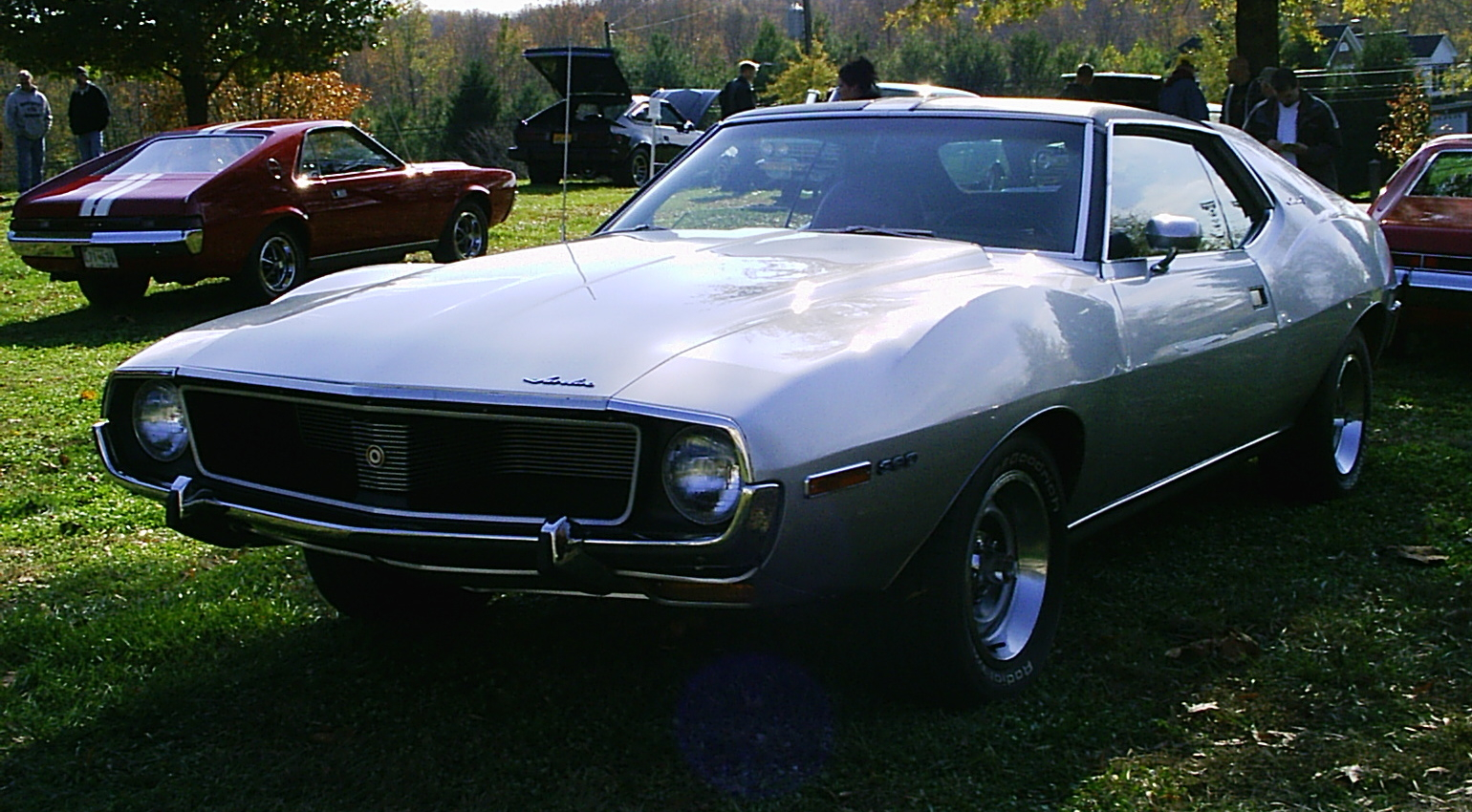
AMC Javelin II SST

AMC Javelin II został zaprezentowany po raz pierwszy w 1970 roku.
Druga generacja modelu Javelin przeszła obszerny zakres zmian w stosunku do poprzednika. Nadwozie stało się dłuższe i smuklejsze, zyskując dłuższy przód z podłużną maską.
Z tyłu pojawiły się z kolei łukowato zarysowane nadkola, a tylne lampy zyskały dwuczęściowy, kwadratowy kształt. Podobnie jak w przypadku poprzednika, spojler stanowił integralną część nadwozia.

### Silniki
- L6 3.8l
- L6 4.2l
- L6 4.6l
- V8 5.0l
- V8 5.9l
- V8 6.6l